# Amauris phoedon
Amauris phoedon е вид пеперуда от семейство Многоцветници (Nymphalidae). Видът е уязвим и сериозно застрашен от изчезване.

## Разпространение
Разпространен е в Мавриций.